# Pentatropis pierrei
Pentatropis pierrei är en oleanderväxtart som beskrevs av Julien Noël Costantin. Pentatropis pierrei ingår i släktet Pentatropis och familjen oleanderväxter. Inga underarter finns listade i Catalogue of Life.